# Notoplax costata
Notoplax costata är en blötdjursart som först beskrevs av Henry Adams och George French Angas 1864.  Notoplax costata ingår i släktet Notoplax och familjen Acanthochitonidae. Inga underarter finns listade i Catalogue of Life.